# Ceraceopsis
Ceraceopsis — рід грибів. Назва вперше опублікована 2007 року.

## Класифікація
До роду Ceraceopsis відносять 1 вид:
- Ceraceopsis verruculosa